# 马里亚诺·阿苏埃拉
马里亚诺·阿苏埃拉·冈萨雷斯（西班牙語：Mariano Azuela，1873年1月1日—1952年3月1日），墨西哥作家以及医生，著有革命小说《在底层的人们》，其作品的重要特征是记录和描绘历史的倾向，被称为墨西哥第一位“革命小说作家”。

## 早年
阿苏埃拉于1873年1月1日出生於墨西哥哈利斯科州拉戈斯德莫雷诺的一个小牧场主家庭，其父母分别是埃瓦里斯托·阿苏埃拉及保琳娜·冈萨雷斯·德阿苏埃拉。阿苏埃拉早年在歐亨尼奥·阿尔卡拉学校（Eugenio Alcalá）就读，後在米格爾·萊安德羅·格拉神父学院（Liceo del padre Miguel Leandro Guerra）、哈利斯科州立男子高中（Liceo de Varones del Estado de Jalisco），瓜達拉哈拉大公會神學院（Seminario Conciliar de Guadalajara）学习，但很快就放弃了宗教学业，转入瓜達拉哈拉醫學院（今瓜达拉哈拉大学）学医，最终于1899年获得医学博士学位，在学医期间，他也熟读了欧洲現實主義小說的興趣遠大於對病理學書籍的興趣，之后更以貝萊尼奧（Beleño）向瓜達拉哈拉的一家報社投稿了一系列名為《學生印象》的短篇小說，开始了文学创作。在毕业後，阿苏埃拉回到家乡拉戈斯德莫雷諾行医。1900年，阿苏埃拉结婚，有五个儿子和五个女儿。
和大多数年轻学生一样，阿苏埃拉反对波菲里奥·迪亚斯政权的独裁统治。在墨西哥革命的日子里，阿苏埃拉撰文反映这场战争及其对墨西哥的影响。波菲里奥·迪亚斯被推翻后，阿苏埃拉于1911年被弗朗西斯科·马德罗任命为故乡的政治事务主任，他第一部以革命为主题的小说是1911年的《安德烈斯·佩雷斯，马德丽斯塔》，接着是1912年的《罪恶的爱》（《没有爱》）。1914年，阿苏埃拉被任命为哈利斯科州教育局长。马德罗遇刺后，阿苏埃拉加入了寻求恢复法治的宪政事业。他随同朱利安·梅迪纳的军队，是潘乔·比利亚的追随者，在那里担任野战医生。这段经历为他提供了充足的素材来写《在底层的人们》。维多利亚诺·韦尔塔暂时取得胜利时，阿苏埃拉被迫迁居埃尔帕索，在此处写下了《在底层的人们》，这是对墨西哥革命期间战斗的第一手描述。描绘了革命的徒劳、掌权的机会主义者以及他的国家的大多数贫困人口。1915年10月至1915年12月，这本书首次在《北爱尔兰报》上连载。但直到1924年才获得普遍认可。“墨西哥革命中最伟大的小说家和编年史家之一”

## 后期生活与创作
1917年阿苏埃拉搬到了墨西哥城，在那里，他的余生继续写作，并为穷人看病。在亲身经历了墨西哥革命之后，他的写作风格变得讽刺和幻想破灭。他继续创作受革命影响的短篇小说。其中包括1937年的《潘托亚同志》、1939年的“Regina Landa”、1941年的《新资产阶级》和1955年的《诅咒》（死后出版）。这些作品主要描绘了革命后墨西哥生活的讽刺画面，尖锐而愤怒地污名化了蛊惑和政治阴谋。
1942年，阿苏埃拉获得了墨西哥国家文学奖。1943年4月8日，他成为墨西哥国家学院的创始成员，在那里他讲授了墨西哥、法国和西班牙小说家以及他自己的文学经历。1949年，他获得了墨西哥国家艺术与科学奖。1952年3月1日他在墨西哥城逝世，葬于多洛雷斯民间万神殿。